# Descendance de Louis XIV

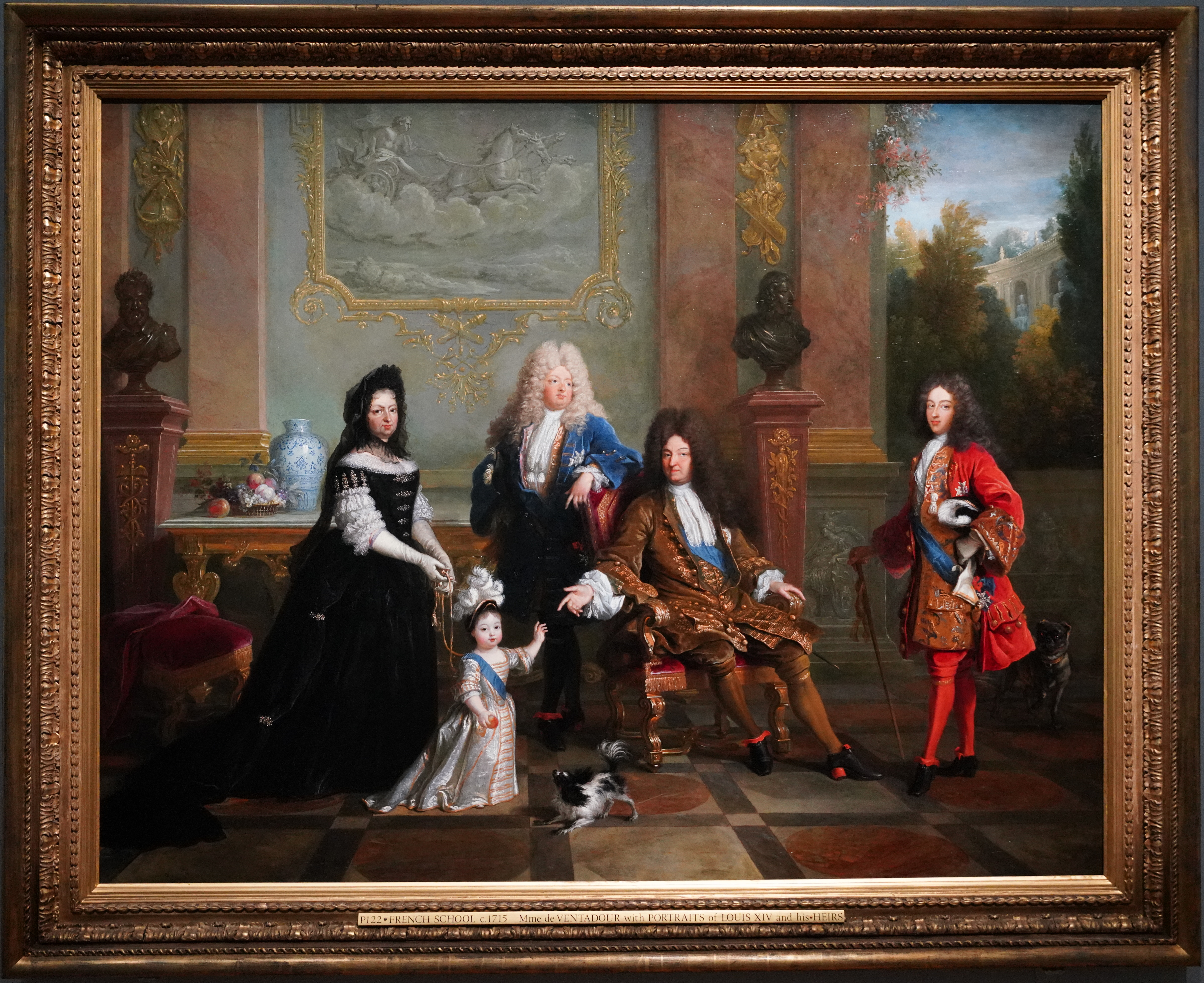
Louis XIV, ses ascendants sur deux générations et ses héritiers sur trois.

Cet article présente la descendance du roi de France Louis XIV (1638-1715), à la fois légitime et naturelle. Bien qu'un seul de ses enfants, issu de son mariage avec Marie-Thérèse d'Autriche, ait survécu à l'enfance, Louis XIV eut de nombreux enfants illégitimes parmi ses favorites, dont certains furent légitimés. Au total, il fut le père de 24 enfants, lui offrant ainsi une très large descendance.  

## Enfants légitimes
Louis XIV a six enfants avec son épouse légitime, Marie-Thérèse d'Autriche (1638-1683) :
1. Louis de France, fils de France, dit « le Grand Dauphin » (1er novembre 1661 – 14 avril 1711)[1] ;
2. Anne-Élisabeth de France, fille de France (18 novembre 1662 – 30 décembre 1662) ;
3. Marie-Anne de France, fille de France (16 novembre 1664 – 26 décembre 1664) ;
4. Marie-Thérèse de France, fille de France, dite « la Petite Madame » (2 janvier 1667 – 1er mars 1672) ;
5. Philippe Charles de France, fils de France, duc d'Anjou (5 août 1668 – 10 juillet 1671) ;
6. Louis-François de France, fils de France, duc d'Anjou (14 juin 1672 – 4 novembre 1672).

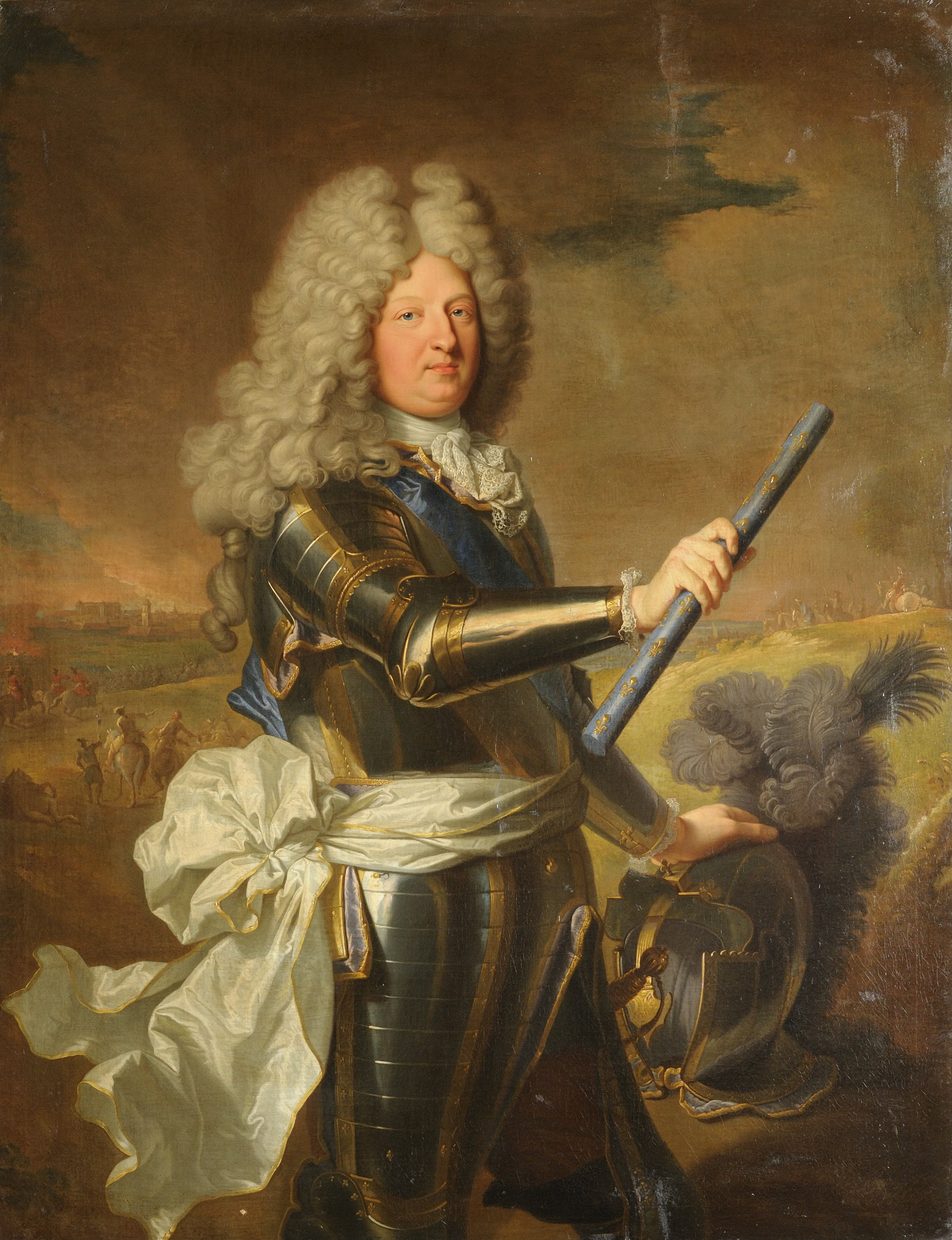
Louis de France (1661-1711).
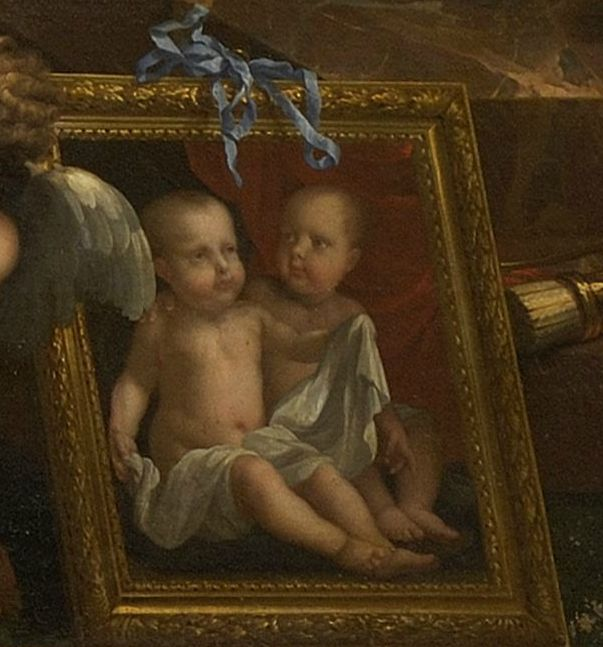
Anne-Élisabeth de France (1662-1662) et Marie-Anne de France (1664-1664).
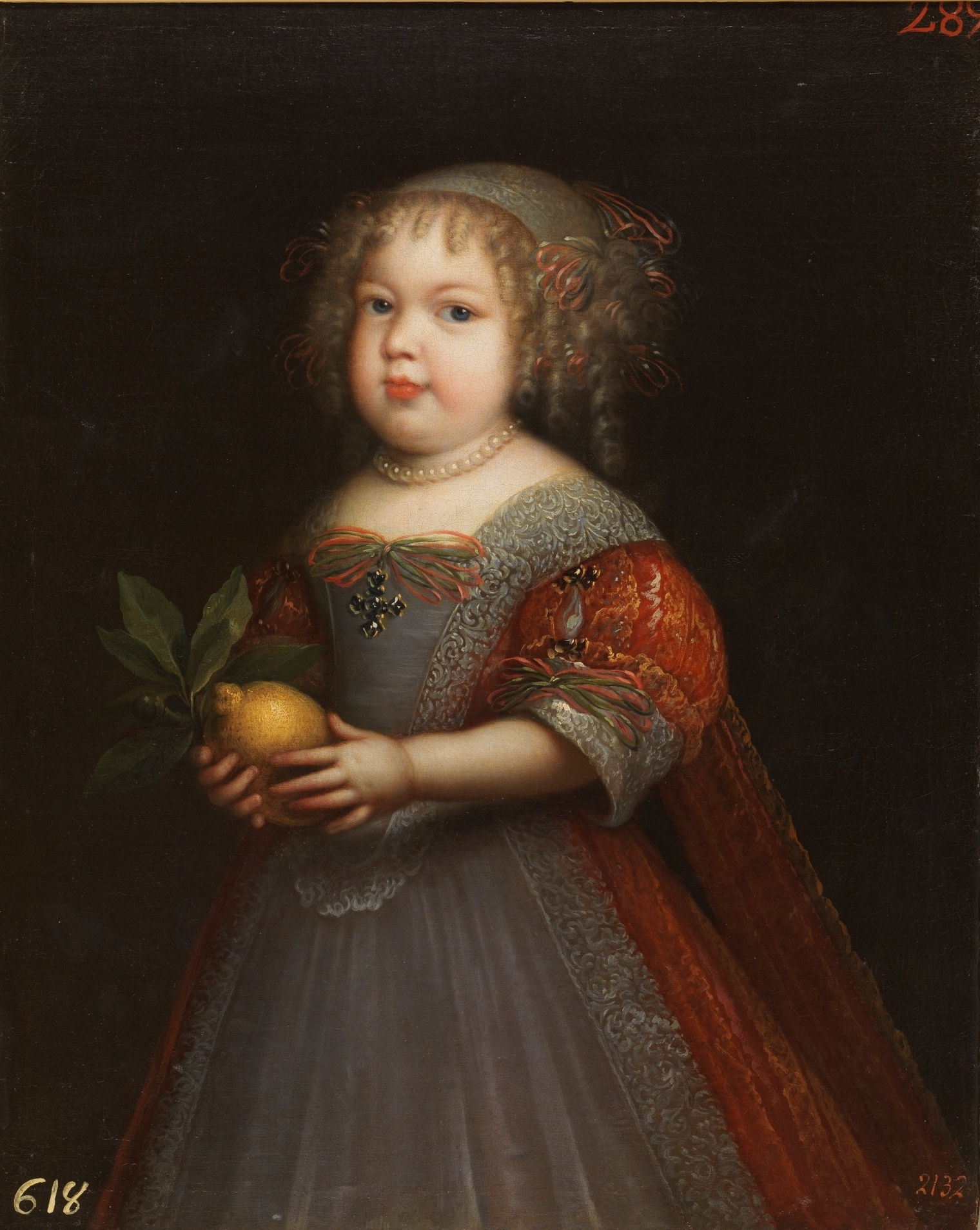
Marie-Thérèse de France (1667-1672).
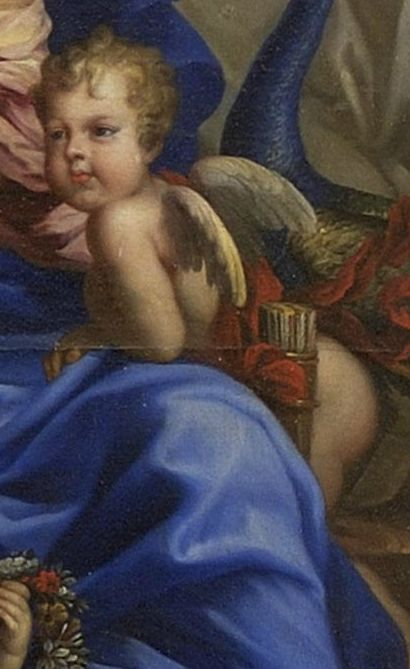
Philippe Charles de France (1668-1671).

Seul le premier enfant, le Grand Dauphin Louis (1661-1711), fils de France, atteignit l'âge adulte.

## Enfants illégitimes
Louis XIV a entre 16 et 18 enfants naturels (dits autrefois bâtards) connus, dont huit sont légitimés et six atteignent l'âge adulte. Il a pour politique de les marier dans les branches latérales de la maison de Bourbon : Bourbon-Condé, Bourbon-Conti, Orléans, non sans susciter de vives résistances des intéressés. L'objectif poursuivi est non seulement d'assurer aux bâtards une position satisfaisante à la cour, mais surtout d'abaisser les branches cadettes, ce qui est la politique constante d'un monarque qui n'a jamais oublié les leçons de la Fronde.
Cette politique doit toutefois faire la fortune de la maison d'Orléans. En effet, aucun des neuf enfants du duc du Maine Louis-Auguste de Bourbon n'ayant de postérité, c'est le duc de Chartres Louis-Philippe d'Orléans, futur Philippe-Égalité, qui recueille, par son mariage avec Marie-Adélaïde de Penthièvre, fille du duc de Penthièvre Louis-Jean-Marie de Bourbon, fils unique du comte de Toulouse Louis-Alexandre de Bourbon, l'héritage colossal des légitimés.
D'une fille d'un jardinier de Versailles (citée dans les Mémoires de Saint-Simon) :
1. une fille (née vers 1660).

De Louise Françoise de La Baume Le Blanc, duchesse de La Vallière (1644-1710) : cinq enfants, dont seuls les deux derniers atteignent l'âge adulte et sont légitimés :
1. Charles-Louis de La Baume Le Blanc (19 novembre 1663 – 15 juillet 1666), mort sans être légitimé ;
2. Philippe de La Baume Le Blanc (7 janvier 1665 – fin juillet 1666), mort sans être légitimé ;
3. Louis de La Baume Le Blanc (27 décembre 1665, mort jeune), mort sans être légitimé ;
4. Marie-Anne de Bourbon, dite « la première Mademoiselle de Blois » (2 octobre 1666 – 3 mai 1739), légitimée (13 avril 1667), mariée (16 janvier 1680) à Louis-Armand Ier de Bourbon-Conti ;
5. Louis de Bourbon, comte de Vermandois (2 octobre 1667– 18 novembre 1683), légitimé (février 1669).

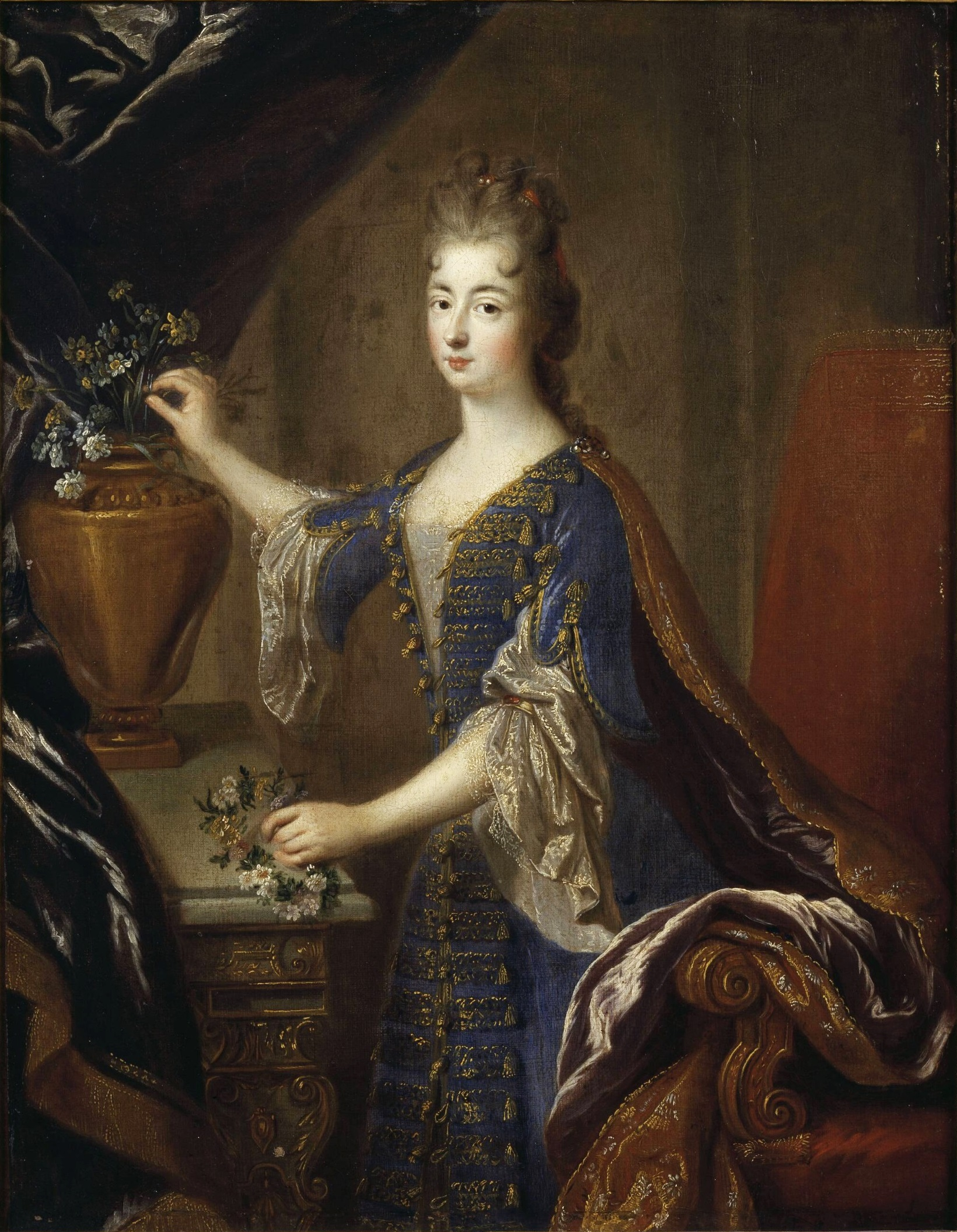
Marie-Anne de Bourbon(1666-1739)
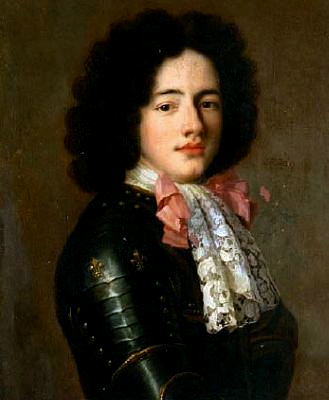
Louis de Bourbon (1667-1683).

De Françoise Athénaïs de Rochechouart de Mortemart, marquise de Montespan (1640-1707) : huit enfants dont six légitimés et quatre atteignent l'âge adulte :
1. un garçon (1669-1669) ;
2. Louise-Françoise de Bourbon (mars 1669 – 23 février 1672) ;
3. Louis Auguste de Bourbon, duc du Maine (31 mars 1670 – 14 mai 1736), légitimé (20 décembre 1673), marié le 19 mars 1692 avec Louise-Bénédicte de Bourbon[3]. De cette union sont issus sept enfants, tous sans postérité ;
4. Louis-César de Bourbon, comte de Vexin (20 juin 1672 – 10 janvier 1683), légitimé (20 décembre 1673) ;
5. Louise Françoise de Bourbon, dite « Mademoiselle de Nantes » (1er juin 1673 – 16 juin 1743), légitimée (20 décembre 1673), mariée le 24 juillet 1685 à Louis III de Bourbon-Condé, duc de Bourbon, 6e prince de Condé. De cette union naissent neuf enfants ;
6. Louise Marie Anne de Bourbon, dite « Mademoiselle de Tours » (18 novembre 1674 – 15 septembre 1681), légitimée (janvier 1676) ;
7. Françoise-Marie de Bourbon, dite « la seconde Mademoiselle de Blois » (4 mai 1677 – 1er février 1749), légitimée (novembre 1681), mariée (18 février 1692) à Philippe, duc d'Orléans, futur régent de France ;
8. Louis-Alexandre de Bourbon, comte de Toulouse (6 juin 1678 – 1er décembre 1737).

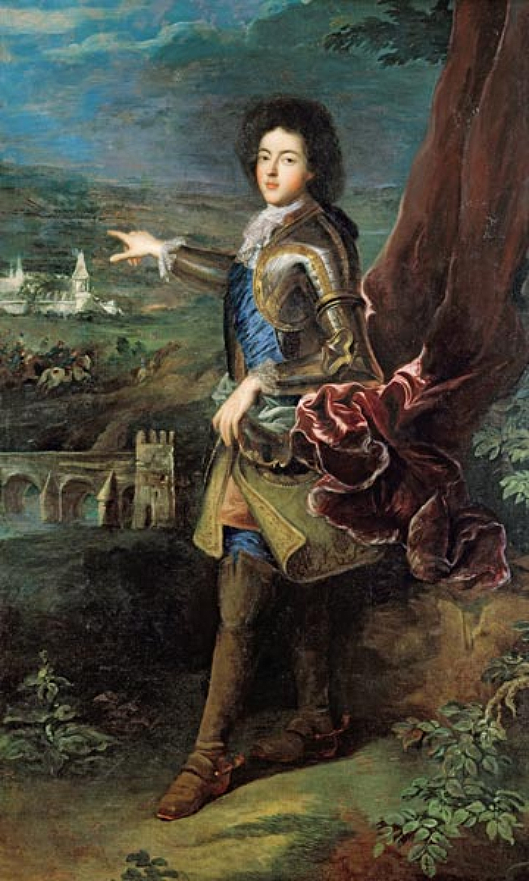
Louis-Auguste de Bourbon (1670-1736).
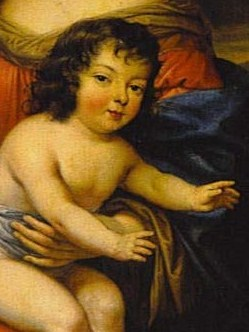
Louis-César de Bourbon (1672-1683).
Louise-Françoise de Bourbon (1673-1743).
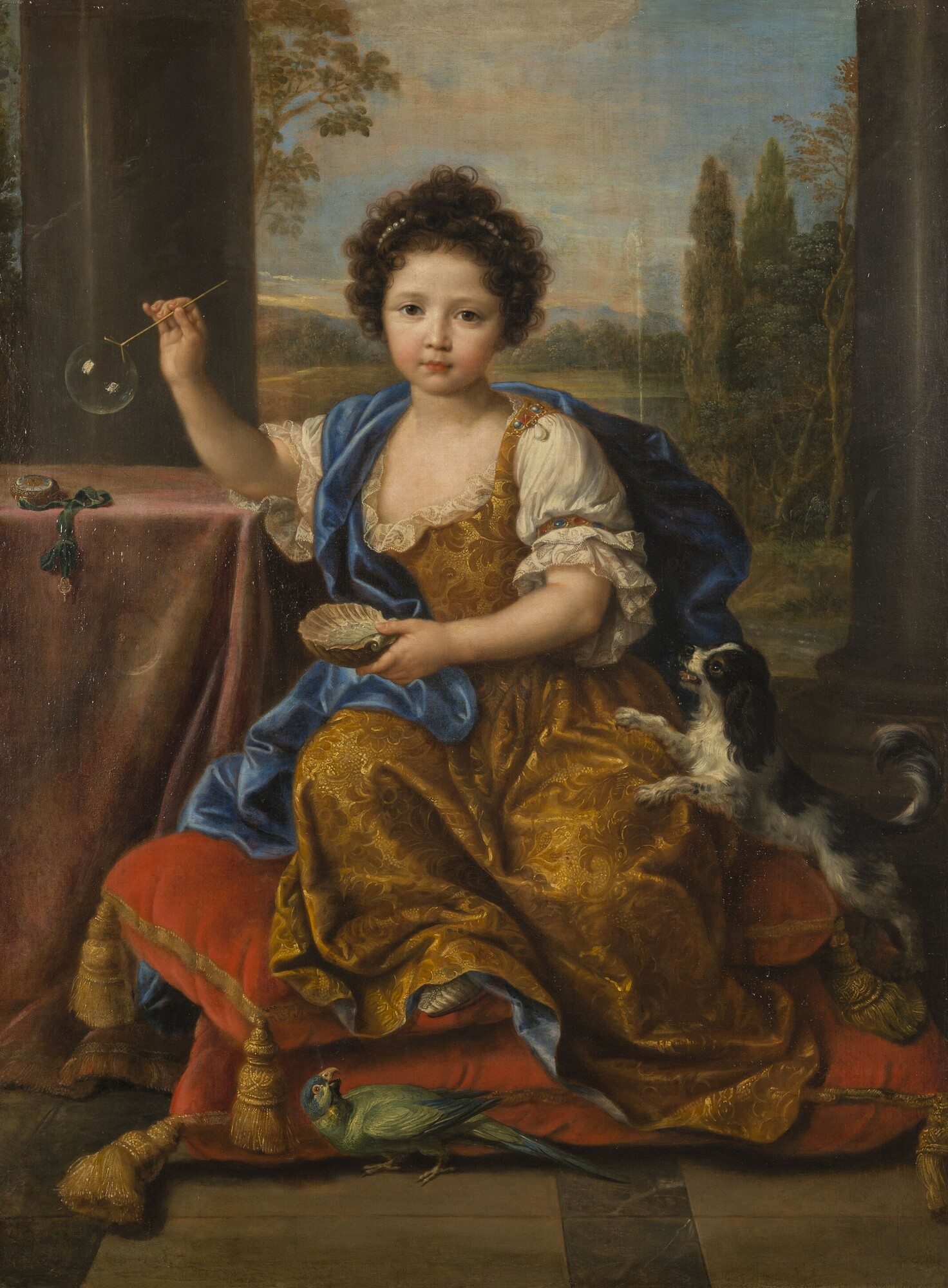
Louise Marie Anne de Bourbon (1674-1681).
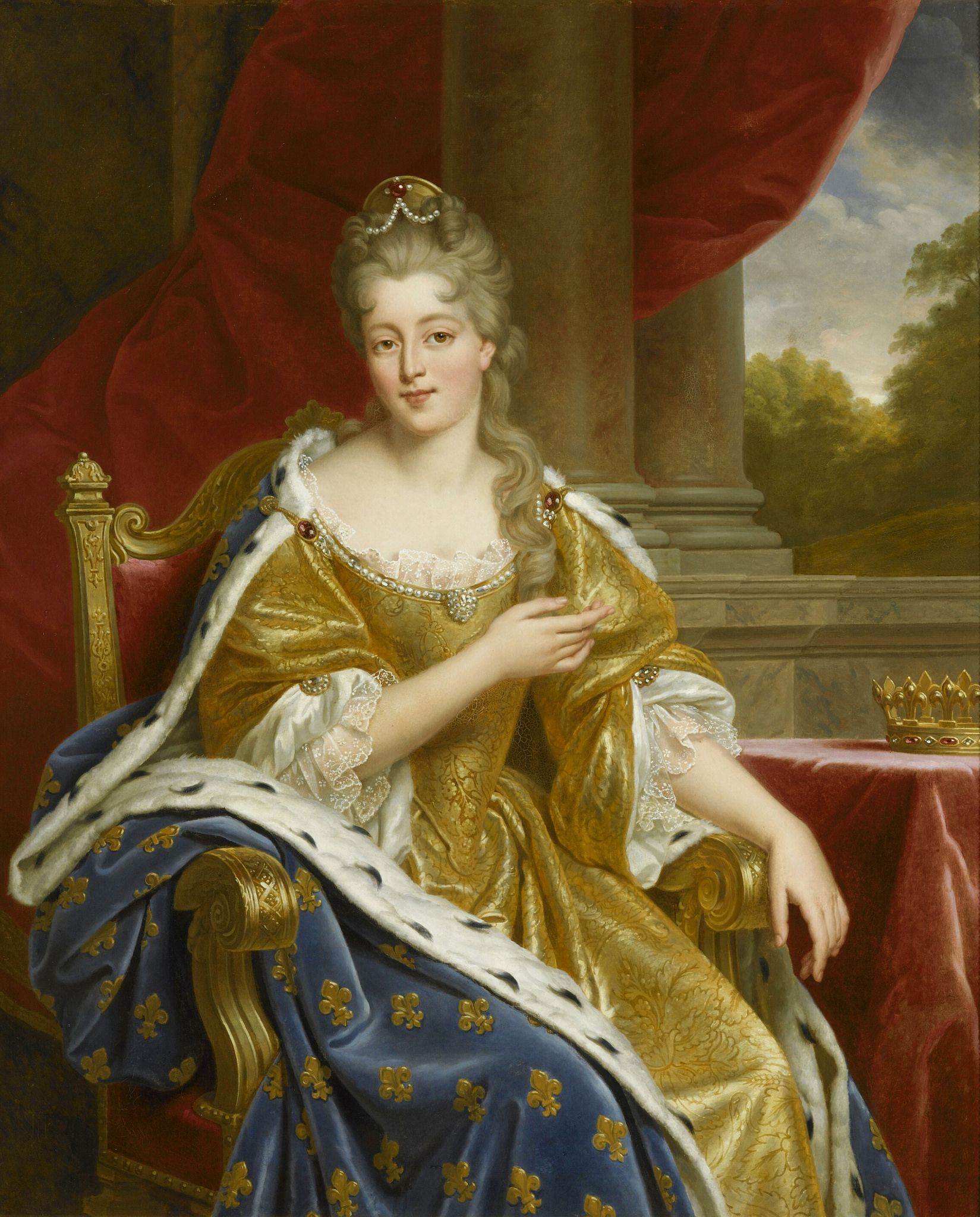
Françoise-Marie de Bourbon(1677-1749).
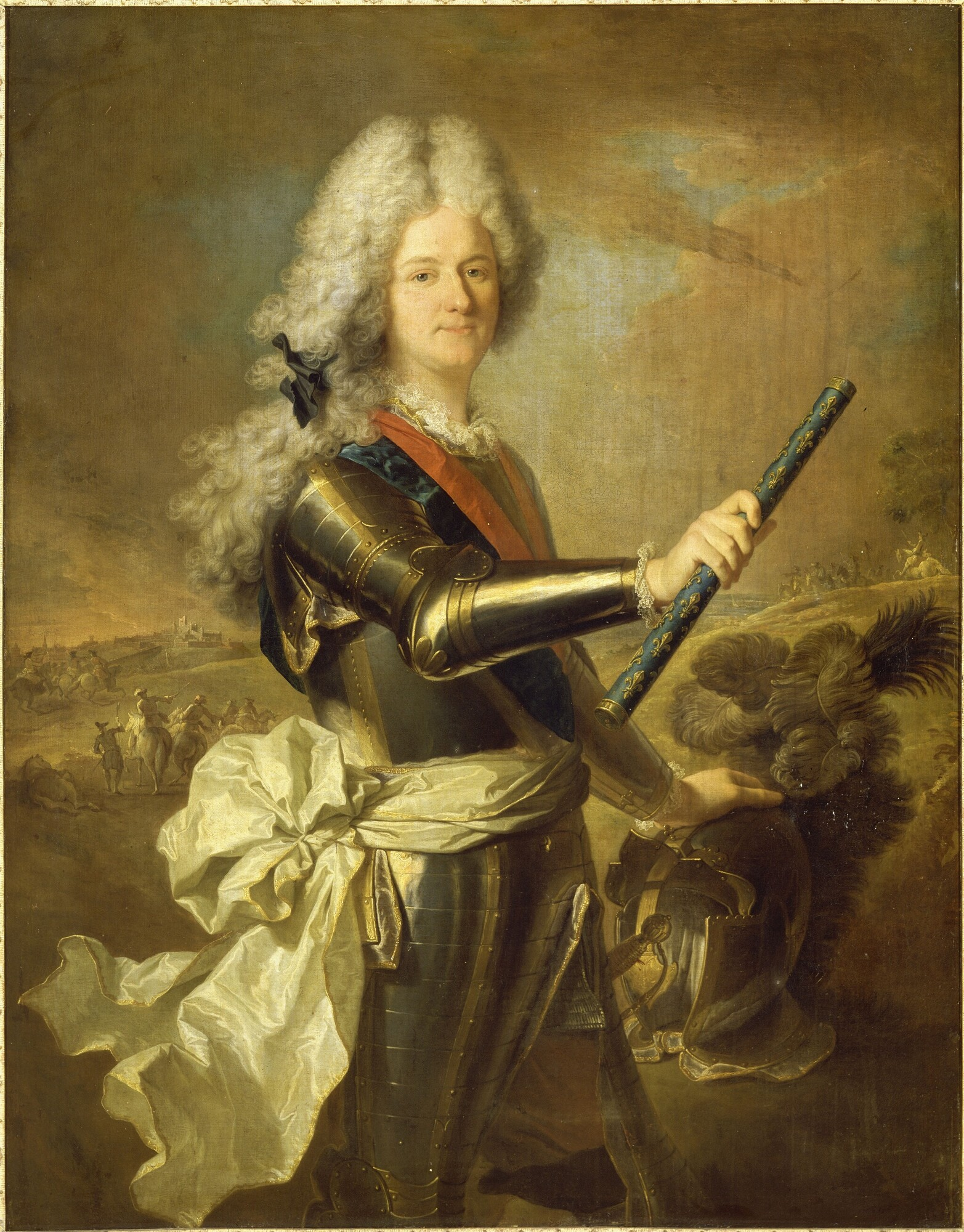
Louis-Alexandre de Bourbon (1678-1737).

De Claude de Vin des Œillets (1637-1687), femme de chambre de Madame de Montespan :
1. Louise de Maisonblanche (1676-1718), fille non reconnue par Louis XIV. Élevée par sa mère à Paris, on la marie (1696) à Bertrand de Prez de La Queue, un capitaine de cavalerie. De cette union naissent onze enfants. Deux de ses filles sont élevées à Saint-Cyr.

De Marie Angélique de Scorailles, duchesse de Fontanges (1661-1681) :
1. un garçon (mort jeune en 1681).

Peut-être, d'une mère noire inconnue :
1. Louise Marie Thérèse, dite « sœur Louise Marie de Sainte-Thérèse » et « la Mauresse de Moret » (1658-1730)[4].

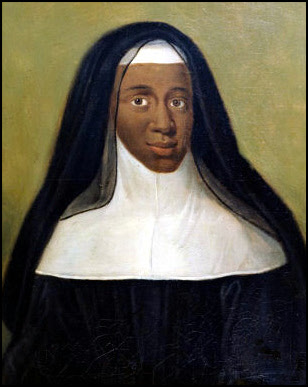
Louise Marie Thérèse (1658-1730).

Peut-être, d'Anne de Rohan-Chabot (1648-1709) :
1. Armand-Gaston-Maximilien de Rohan (1674-1749), prince de Rohan, cardinal de Rohan-Soubise, évêque de Strasbourg, membre de l'Académie Française.

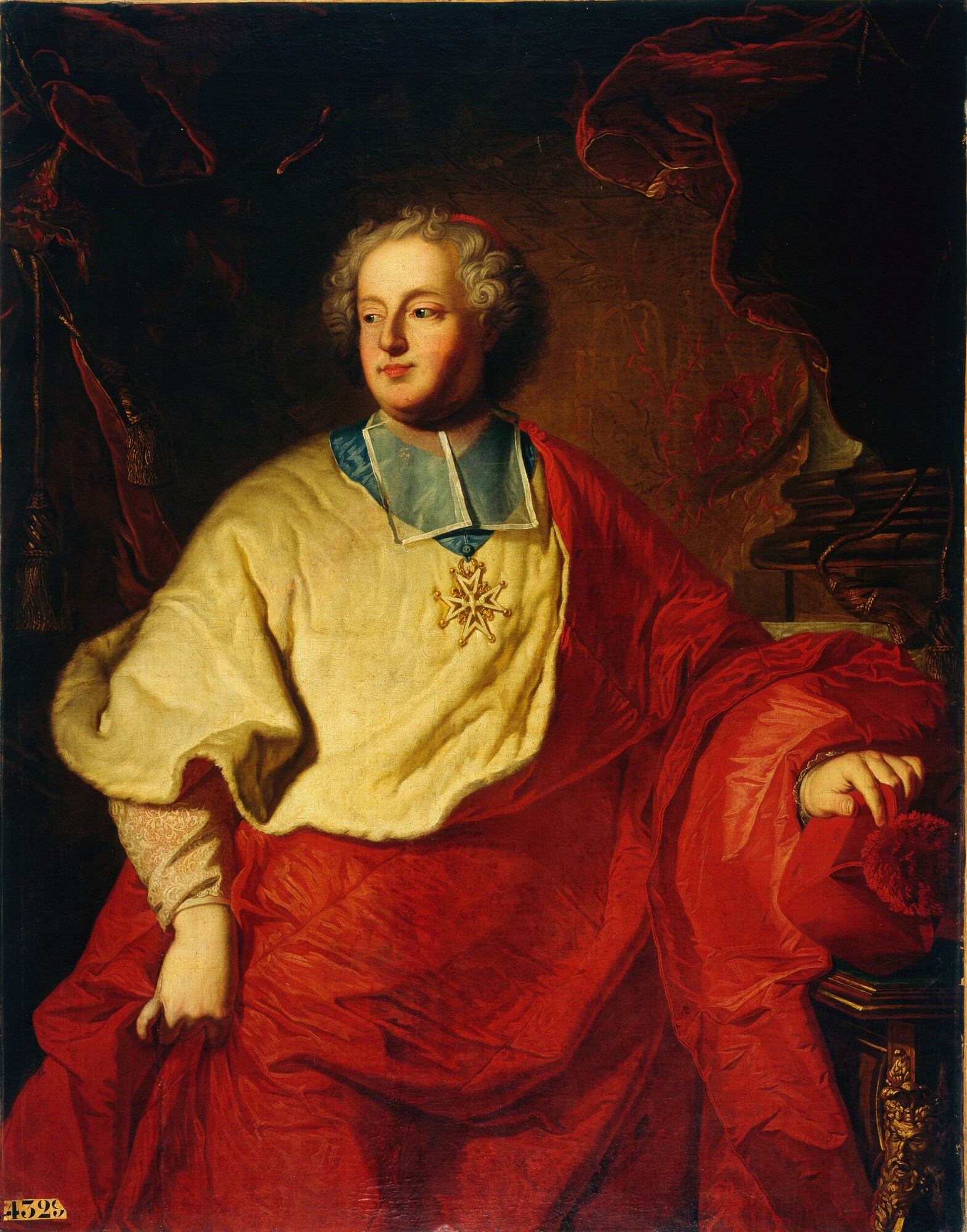
Armand-Gaston-Maximilien de Rohan (1674-1749).